# Melaniner
Ej att förväxla med melamin, en organisk förening
Ej att förväxla med melatonin, ett hormon som reglerar sömn

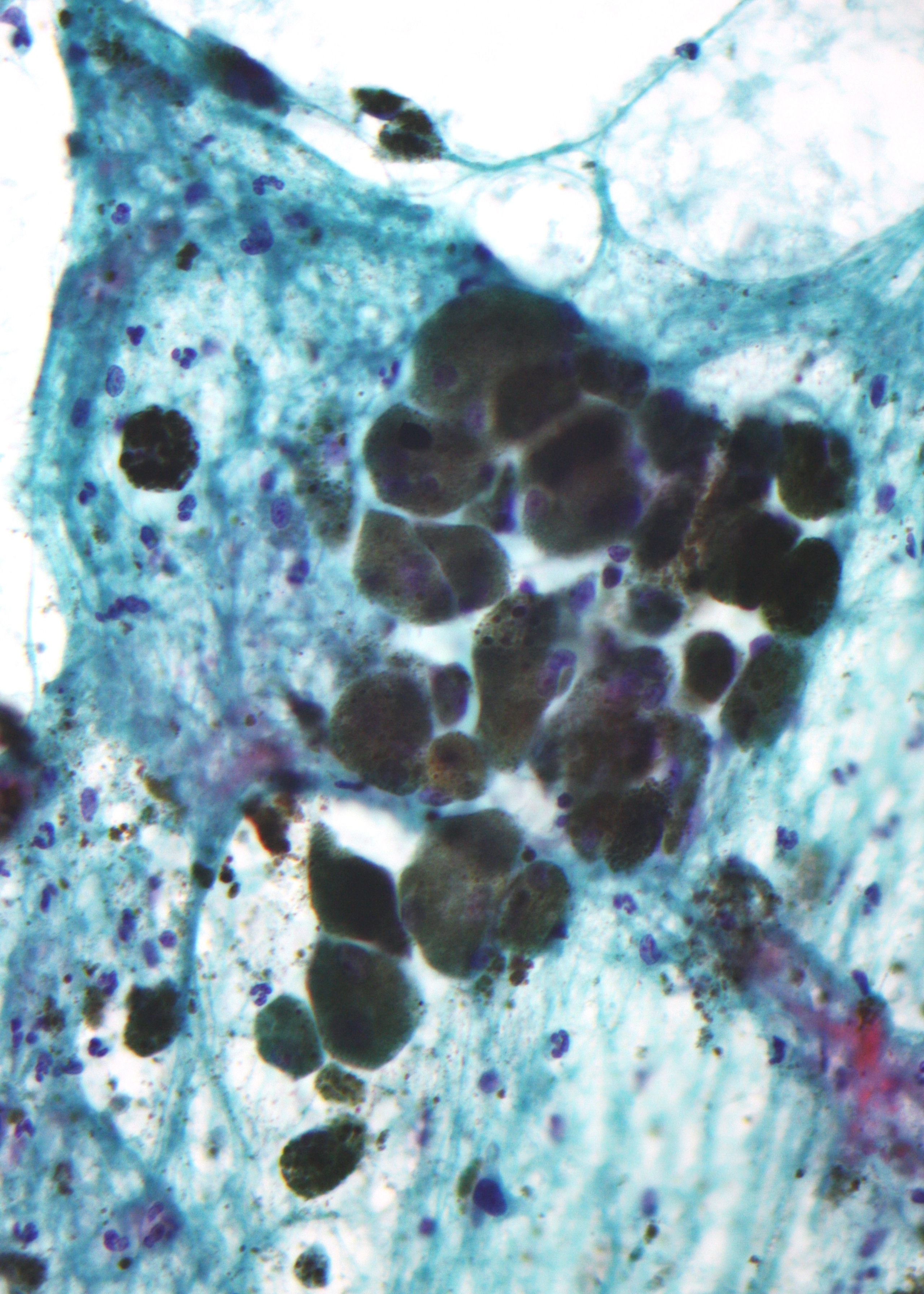
Melanin pigment, de mörka granula i mitten av bilden, i malignt melanom.

Melaniner är en grupp av svarta, bruna och röda färgpigment som finns hos både växter, djur och protister. Huruvida även arkéer och bakterier har melanin är omtvistat. Hos växter och svampar stimuleras bildandet av melanin när organismen utsätts för skada. Människan och andra djur har särskilda celler som ansvarar för produktionen av melanin, melanocyter. Särskilt många melanocyter finns i överhuden, där melaninet har som funktion att absorbera en del av de skadliga strålarna från solen. Melaninerna färgar därmed huden brun, och mängderna melanin i huden ökar vid solbränna. Även hårets och ögats regnbågshinnas färg kommer från melanin.
De flesta melaniner är polymerer, och bildas med hjälp av enzymet tyrosinas från aminosyran tyrosin. Kemiskt består melaniner av polyacetylen, polyanilin, polypyrroler eller polymerer som är blandformer därav. Den vanligaste formen av biologiskt melanin är en polymer uppbyggd av monomererna indolequinon och/eller dihydroxyindol-karboxylsyra. 

## Människans melaniner
Vad gäller människor förknippas melaniner främst med huden och hudfärg; melanin är det ämne som är viktigast för att bestämma kulören på en individs hud. Melanin finns även i håret, i näthinnan, i njurens märg och i binjurens zona reticularis, i innerörat, och på några ställen i hjärnan: substantia nigra (vilket är latin för "svart substans") och locus coeruleus ("blå fläcken"). 
Melaninet i huden produceras av en celltyp som kallas melanocyter som finns i överhuden. Människor av skilda färger har ungefär samma koncentration av melanocyter i huden, men melanocyterna hos mer mörkhyade människor uttrycker mer av vissa gener som gör så melanin produceras. Vissa individer hos både människor och djur har inget eller mycket lite melanin i kroppen - detta kallas albinism. 
Eftersom melanin är en polymer som är uppbyggd av en kedja av molekyldelar, monomerer, finns det ett flertal olika typer av melanin med olika egenskaper:
- Eumelanin är det vanligaste melaninet i människans hud och hår, och mörkhyade människor har mera eumelanin. Eumelanin färgar hår från brunt till svart, och eumelanin är även den form av melanin som vanligen saknas vid albinism.
- Feomelanin, eller phaeomelanin är ett annat humant melanin, som finns i mindre mängd i hud och hår. Ljushyade människor har större mängd feomelanin än mörkhyade. Feomelanin innehåller aminosyran cystein vilket ger röd/gula färgtoner, och feoalanin finns mycket riktigt i stora mängder i rött hår och orsakar även den rödaktiga färgen hos fräknar.
- Neuromelanin är en biprodukt av signalsubstansen dopamins metabolism, och återfinns i den mänskliga hjärnans strukturer substantia nigra och locus coeruleus. Det är osäkert vilken roll neuromelaninet har; kanske det bara är en biprodukt utan egen funktion. Inte alla däggdjur har melanin i hjärnan, men det har hittats hos primater och i köttätande djur som katter och hundar.

## Melaninbrist och sjukdomar

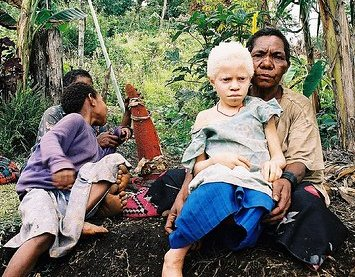
Albinism uppkommer när melanocyterna producerar lite eller ingen melanin. Denna albinoflicka är från Papua New Guinea.

Ett flertal olika genetiska förändringar kan orsaka albinism (eller oculokutan albinism, albinism i ögon och hud) som oftast ärvs autosomalt recessivt. Den vanligaste formen, oculokutan albinism typ 2 (OCA2) är särskilt vanligt hos personer med nära ursprung i Afrika. OCA2 innebär en medfödd brist på eller frånvaro av melanin, och därmed färgpigment, i hud hår och ögon. Hos svarta i USA beräknar man att en av 10 000 har denna typ av albinism, att jämföra med en av 36 000 hos de vita . I vissa afrikanska länder kan tillståndet vara ännu vanligare, upp till en på 2 000.  En annan form av albinism, gul oculokutan albinism, förefaller i USA vara vanligare hos Amish som främst är av schweiziskt och tyskt ursprung. Dessa personer föds vanligen med vit hud och vitt hår, men utvecklar snart normal pigmentering. 
Albinism som rör ögonen påverkar inte bara ögats utseende, utan även synskärpan; personer som är albino brukar få dåliga resultat på syntester. Två former av albinism som är vanlig hos personer från Puerto Rico, är även förknippad med låg livslängd, och flera andra typer av albinism medför olika problem vad gäller exempelvis trombocyterna i blodet, lungorna och njurarna. Vilken roll melaninet spelar för dessa symptom är okänt.
Att albinism ofta är förknippat med dövhet är känt ända sedan Charles Darwins Om arternas uppkomst där han noterade att helvita katter med blå ögon vanligen är döva.  Liknande samband har hittats hos hundar och gnagare. Hos människa finns ett liknande samband i den ovanliga sjukdomen Waardenbergs syndrom, som främst förekommer hos Hopiindianer, där så många som en av 200 är albino. Det förefaller dock inte vara bristen på melanin i sig som orsaker dövheten, då de flesta personer som saknar de enzymer som behövs för att framställa melanin har normal hörsel. . Istället är det frånvaron av melanocyter i stria vascularis i innerörat som resulterar i att snäckan inte fungerar som den ska. . Mekanismerna bakom detta är inte helt klarlagda. Den neuromotoriska Parkinsons sjukdom, som orsakas av låg syntes av dopamin, har visats även medföra lägre halter melanin än normalt i strukturen substantia nigra i hjärnan. Huruvida detta har några effekter i sig självt är okänt.
För de flesta människor ökar melaninnivån i kroppen när man blir äldre, då vanligtvis barn har mindre melanin än vuxna, och är då mer benägna att ha ljusare hår. För ett fåtal personer kan melaninproduktionen avta i puberteten, för att senare debutera på nytt i vuxen ålder. Detta sker vanligtvis bland män runt 19-23 års ålder och är genetiskt men helt ofarligt. Social genans kan uppstå då den drabbade exempelvis på kort tid går från ljushårig till mörkhårig. Melaninproduktionen vid denna ålder sker fort och stabiliseras normalt efter 1-2 års tid. Det är vanligt att hormonnivåerna i kroppen ökar under denna process, vilket kan medföra biverkningar, såsom rastlöshet, ökad akneproduktion, humörsvängningar samt andra stressymptom. Skägg- och hårväxt kan öka under denna process, dock har sjukdomen hypertrikos inget med detta att göra.
Faktorer som oxidativ stress, ljusexponering, störningar i melanosomernas matrixproteiner, förändringar i pH eller i lokala koncentrationer av metalljon kan minska melanin-polymerens storlek. 

### Melanin och mänsklig anpassning
Melanocyterna för in korn av melanin i särskilda vesiklar som kallas melanosomer. Dessa förs sedan över till celltyper i överhuden. Melanosomerna i varje cell ansamlas ovanför cellkärnan, där de skyddar DNA:t i kärnans kromosomer från UV-strålning vilket kan leda till mutationer. Människor vars förfäder levt länge nära ekvatorn har i allmänhet större mängder eumelanin i huden, vilket gör denna brun eller svart och skyddar dem mot den myckna solexponeringen, som ger mer ljushyade människor en ökad risk för melanom, cancer i melanocyterna. Hud som är mörk av naturen åldras också långsammare, och får färre rynkor än vita människors hud. Solljus stimulerar levern till att producera vitamin D. Eftersom stora mängder melanin i huden skärmar av solstrålningen, ökar mörk hud risken för brist på vitamin D. Under den industriella revolutionen i England, när bristsjukdomen rakitis var vanlig, löpte de svarta större risk att utveckla rakitis eftersom deras hudfärg hindrade dem från att tillgodogöra sig det svaga solljuset och producera D-vitamin. 
Den förmodligen mest accepterade synen på människans ursprung är att människan kommer från Afrika, och därför är det troligt att de första människorna var mörkhyade med melanocyter som producerade stora mängder eumelanin. När människor utvandrade från Afrika och slog sig ner i Asien och Europa minskade det evolutionära trycket på att uppehålla produktionen av eumelanin eftersom de bodde på platser med mindre starkt solljus, där mindre solskydd behövdes. Därför började olika variationer av gener på olika sätt inblandade i produktionen av melanin att visa sig i befolkningen, vilket ledde till att befolkningar som bodde långt från ekvatorn fick ljusare hud och hår. Man har försökt finna om dessa förändringar beror på genetisk drift eller om det funnits positiv selektion för ljus hud, kanske orsakad av behovet av D-vitamin. Av de två vanliga genetiska varianter som orsakar ljust hår verkar den ena, Mc1r, inte ha genomgått positiv selektion  medan den andra, SLC24A5, verkar ha gjort det. .